# Флавій Ардабурій Юніор
Флавій Ардабурій Юніор (*Flavius Ardaburius Iunior, д/н —†471) — державний та військовий діяч Східної Римської імперії.

## Життєпис
Походив з впливової готської родини. Він був сином Аспара і онуком Ардабурія, які походили з племені готів і аланів відповідно. У нього було два брати — Ерманаріх і Юлій Патрикій.
Під час консульства свого батька у 434 році, Ардабурій Юніор був претором у Константинополі. У 447 році став консулом (разом з Флавієм Калепіем). На початку правління імператора Маркіана, між 450 і 453, Ардавурій здобув перемогу над варварами в Фракії. В нагороду за цю послугу, в 453 році імператор призначив його на посаду magister militum Orientem. У тому ж році Ардабур воював із сарацинами, поблизу Дамаска, а потім уклав з ними мирний договір. Після цієї події він не брав участі в інших конфліктах.
Після смерті Маркіяна імператором став Лев I. Ардабурій став схилятися до державної зради. У 466 році внаслідок інтриг він був зміщений з посади magister militum Orientem за звинуваченням  ісаврійця Тарасокодісса у зносинах з перським двором. Його замінили на вандала Йордана. Імператор підозрював, що Ардабурій зі своїм батьком зірвав похід проти вандалів у 468 році. В 469 році спалахнув заколот Анагаста. Він узяв кілька укріплень, але імператорським посланцям вдалося усунути загрозу шляхом переговорів і не допустити серйозних наслідків. За однією з версій Анагаст заявив, що він нібито був підбурюваний Аспаром і в доказ надав імператору листа. У 471 році Ардабурія з батьком було убито в Халкідоні.

## Родина
- донька Годістея (д/н—445), дружина Флавія Ареобінда.